# (5881) Akashi
(5881) Akashi ist ein Asteroid des Hauptgürtels, welcher am 27. September 1992 von den japanischen Astronomen Matsuo Sugano und Toshirō Nomura am Minami-Oda-Observatorium (IAU-Code 374) in Japan entdeckt wurde.
Der Himmelskörper ist Mitglied der Koronis-Familie, einer Gruppe von Asteroiden, die nach (158) Koronis benannt ist.
Der Asteroid ist nach der alten Stadt Akashi an der Südküste der Präfektur Hyōgo auf Honshū, der Hauptinsel von Japan benannt, die an den Westen von Kōbe anschließt.